# Ardisia elliptica

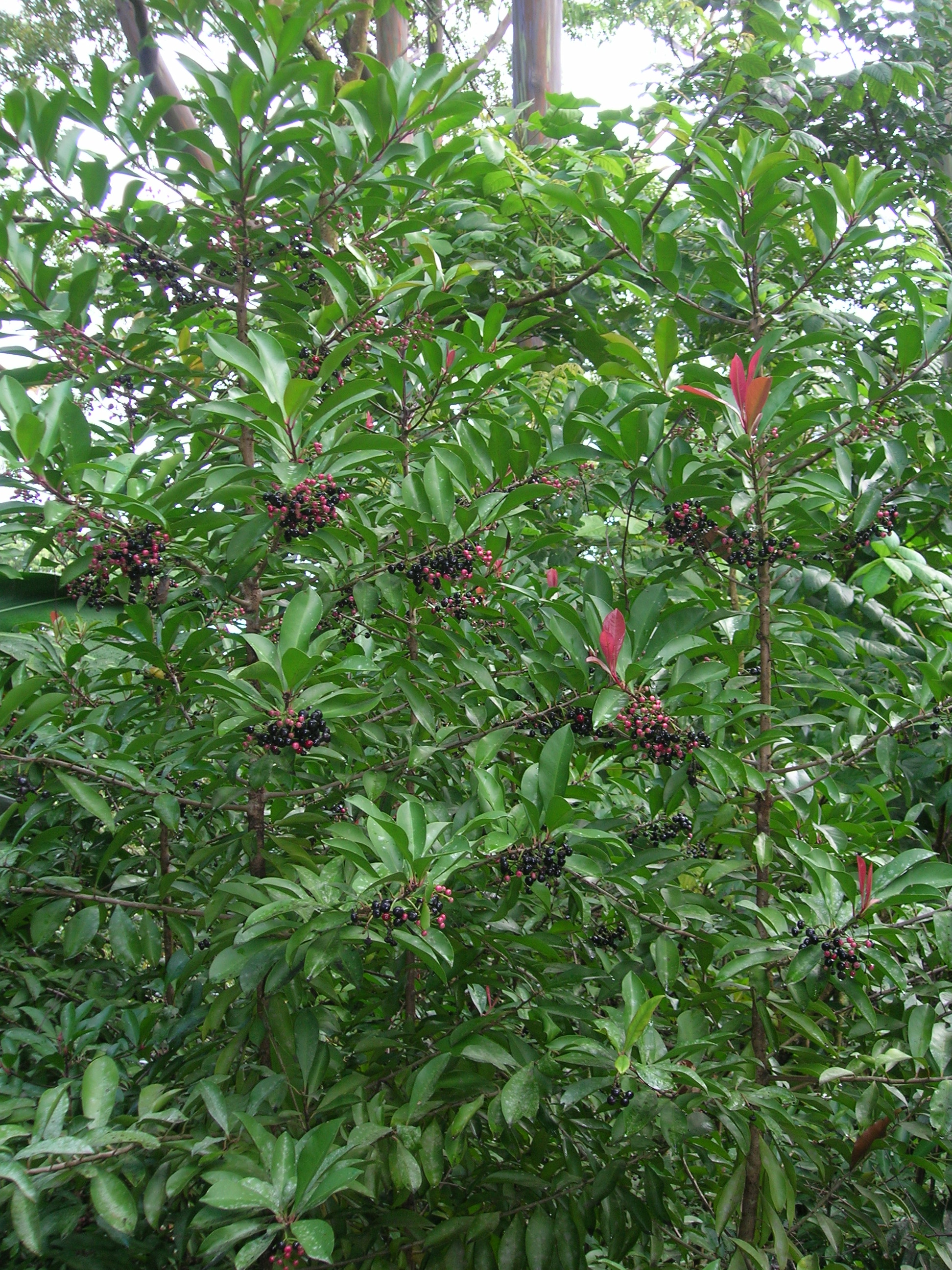
Rostlina s plody

Ardisia elliptica je stálezelený, nevysoký, tropický keř rostoucí převážně ve vlhkém až močálovitém prostředí. Je jedním z několika stovek druhů rodu klíman a od přelomu 19 a 20. století byla hojně vysazována do zahrad a parků pantropické oblasti. Pro průběžně se objevující květy i pestré plody byla považován za nenáročnou okrasnou rostlinu, která ale záhy začala žít vlastním životem. Počala unikat do volné přírody a velmi rychle se šířit až tak, že se dostala na celosvětový 100 nejhorších invazních druhů světa. (Global invasive species database).

## Rozšíření
Areál původního druhu se rozkládá v tropické jižní a jihovýchodní Asii, od jihu indického subkontinentu přes státy přiléhající k Bengálskému zálivu, ostrovy Indického oceánu, Malajský poloostrov, Indočínu, jihovýchod Číny, Filipíny a Indonésii až na Novou Guineu a Společenské ostrovy. Druhotně byla rozšířena na Tchaj-wan, do monzunových oblastí Austrálie, na Havaj, ostrovy v západní části Indického oceánu v blízkosti Afriky a hlavně na ostrovy v Karibiku i území některých států Střední Ameriky, Floridy a Venezuely. Na novém působišti se přednostně začala rozrůstat ve vlhkém přímořském prostředí a mnohde se stala i dominantní rostlinou v mangrove.

## Ekologie
Vlhkomilná a stín snášející dřevina, která se rychle šíří ve vlhkých narušených, i zcela původních lesích, na opuštěných polích, málo vysýchajících pastvinách, v mokrých příkopech a podél cest. Snáší slanou, brakickou i sladkou vodu, nesnáší sucho a netoleruje chladné počasí.
Na písečném a bahnitém mořském pobřeží, v místech s nepříliš vysokým přílivem, dokonce omezuje a vytlačuje některé tradiční druhy flory mangrove. Vyskytuje se podél břehů řek ústících do moře i hluboko do vnitrozemí, až do míst, kam se při přílivu vzdouvá mořská hladina. Její porost se silně zahušťuje a vytváří monokultury bránící v růstu jiným rostlinám. Mladí jedinci dokáži přežívat po mnoho let v hlubokém stínu, po jeho ztrátě však rychle povyrostou. Životnost rostliny se předpokládá 25 až 40 let.

## Popis

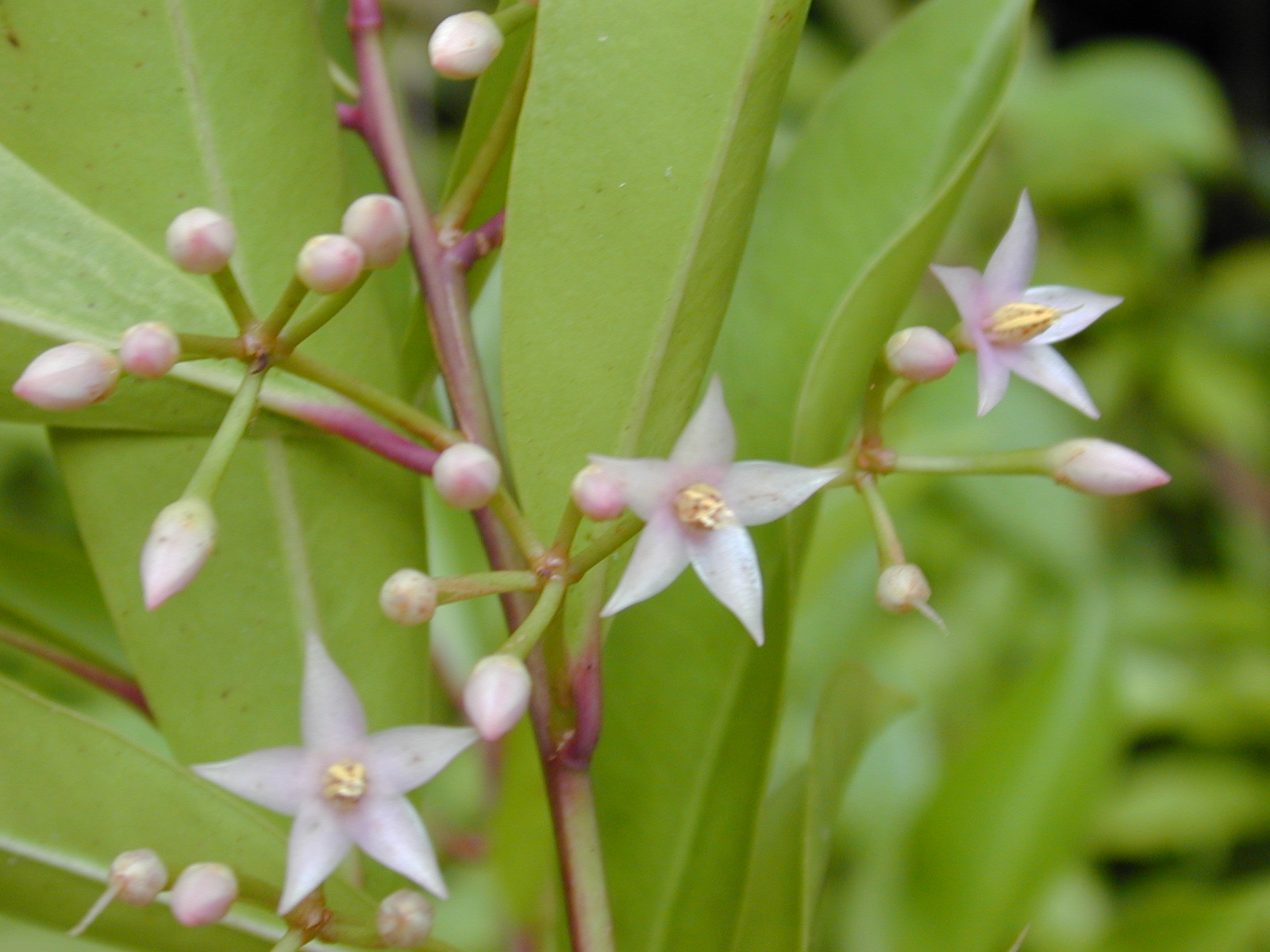
Květy

Silně se větvící keř, nebo ojediněle strom s tenkým kmenem, který vytváří skoro kolmé větve a dorůstá do obvyklé výše 2 až 4 m. Má hnědé, lysé, hranaté větve spirálovitě porostlé řapíkatými listy. Čepele listů bývají obvejčité, mnohožilné, 6 až 12 cm dlouhé a 3 až 5 cm široké, na bázi klínovité, na vrcholu špičaté či tupé, po obvodě celistvé a na povrchu mívají tmavé tečky.
Květy jsou bílé nebo narůžovělé, hvězdovité, pětičetné, v průměru velké do 1 cm a nevonící. Jsou oboupohlavné, mají asi 1,5 cm dlouhé stopky a vytvářejí hroznovitá nebo okoličnatá květenství na koncích větví. Kališní lístky jsou zelené, vejčité a velmi drobné. Korunní lístky jsou bílé až narůžovělé, asi 8 mm velké, jsou široce vejčité, slabě voskovité, vně mají černé tečky a na konci ostrou špičku. V květu je pět žlutých tyčinek s krátkými nitkami nesoucí čárkovité prašníky, mezi nimi vyčnívá delší čnělka s drobnou bliznou. Kulatý semeník je svrchní, jednodílný a obsahuje několik vajíček. Květy jsou samosprašné, neprodukují nektar a obvykle bývají opylovány drobnými včelami přilétajícími pro pyl. Rostlina kvete průběžně po celý rok, ploidie druhu je 2n = 48.
Plod je kulovitá, asi 1 cm velká peckovice, která je původně zelená, pak červená až purpurová a ve zralosti černá. Obsahuje jedno kulaté, velmi tvrdé, 5 mm velké semeno obklopené bělavou hmotou podobnou buničině. Plody jsou oblíbenou potravou plodožravých ptáků i drobných savců, např. mývala severního. Semena při průchodu jejich žaludky a střevy nic netratí na klíčivosti.

## Rozmnožování
Ardisia elliptica se přirozeně rozmnožuje pouze semeny, která jsou v plodech odnášena do vzdálenějšího okolí živočichy nebo odplavována vodou. Ze semen opadaných plodů vyrůstají v těsné blízkosti noví jedinci, vyklíčí za dva až tři měsíce. Za příhodných podmínek se objeví pod a v blízkosti dřeviny na 1 m² až stovky nových semenáčů, které pro zdárný růst potřebují jen vlhko a teplo. Dobré světelné podmínky nejsou v té době podmínkou, pomalejší rostlinky později uhynou. Pod takovým "příklopem" není schopná vegetovat žádná rostlina.
Čerstvá semena jsou téměř všechna schopná vyklíčit, po půl roce od dozrání plodů se jejich životaschopnost snižuje. Pro klíčení a vývoj semenáčů je základním požadavkem mít dostatek vláhy; proto nerostou v místech na delší dobu vysychajících. Za optimálních podmínek vyroste nový jedinec za rok do výše 1 m, (obvykle jen 0,5 m) a začne vytvářet prvé plody ve věku dvou, nejpozději ve čtyřech létech.

## Význam
Mimo výše zmiňovaného líbivého vzhledu, který byl prapůvodním důvodem rozšiřování tohoto druhu, jsou rostliny řídce využívány jako nízký větrolam nebo fyzická bariéra, živý plot. V jihoasijském léčitelství se používají obklady z listů proti svrabu a plody proti střevním parazitům. Dřevo je vhodné nejvýše k topení.
Díky snadnému šíření nových jedinců pomoci semen rozptylovaných živočichy, se z účelově vysazovaných okrasných dřevin staly rostliny s nehezkou pověstí invazního druhu, který pro sebe zabírá stále nová a nová místa na úkor původní flory. Nejvíce postižené jsou oblasti, ve kterých Ardisia elliptica původně nerostla, jsou to hlavně sever Austrálie (Severní teritorium a Queensland), Havajské ostrovy, ostrov Portoriko a floridský Národní park Everglades.

## Galerie

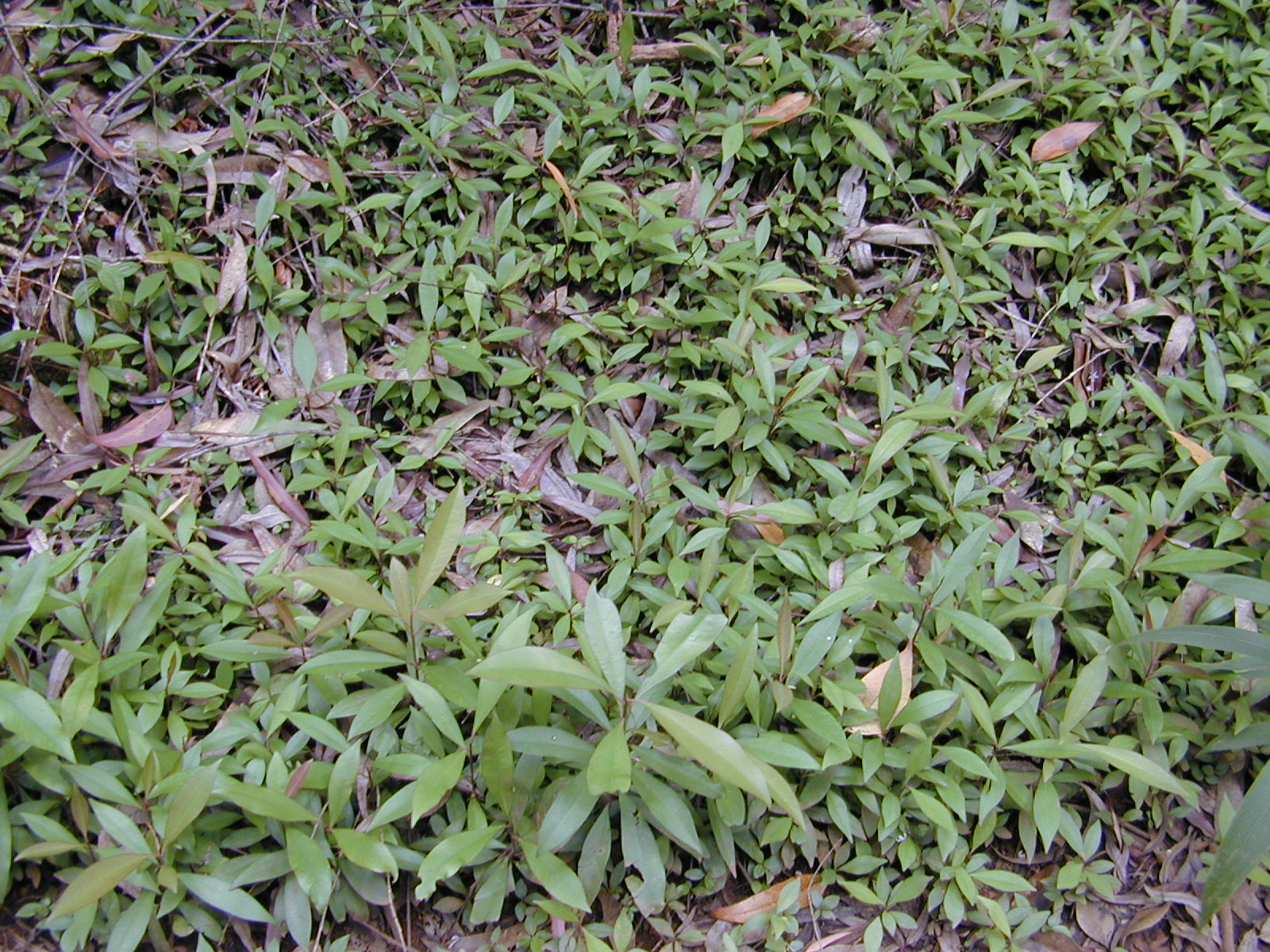
Semenáče
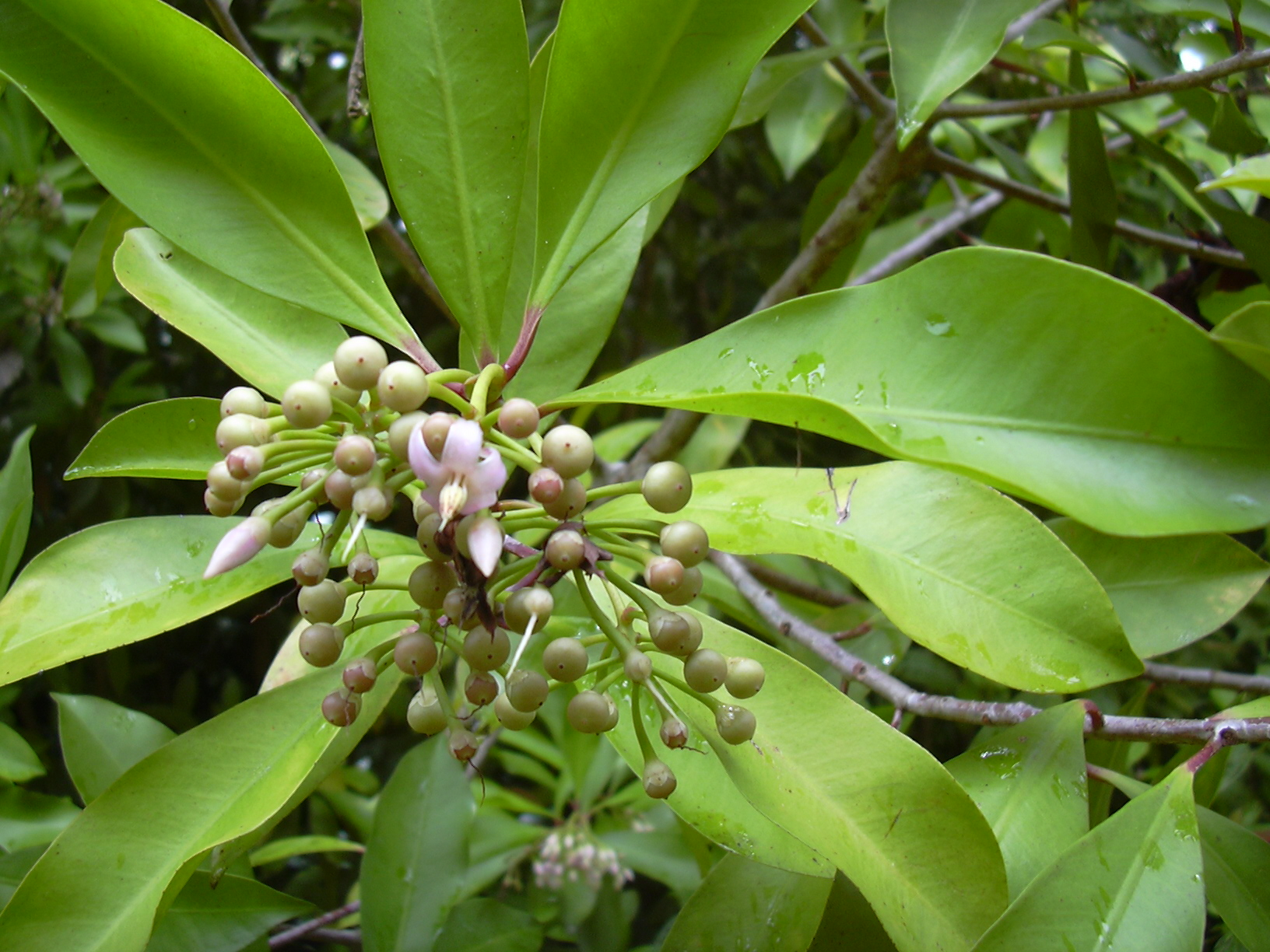
Rozkvétající květenství
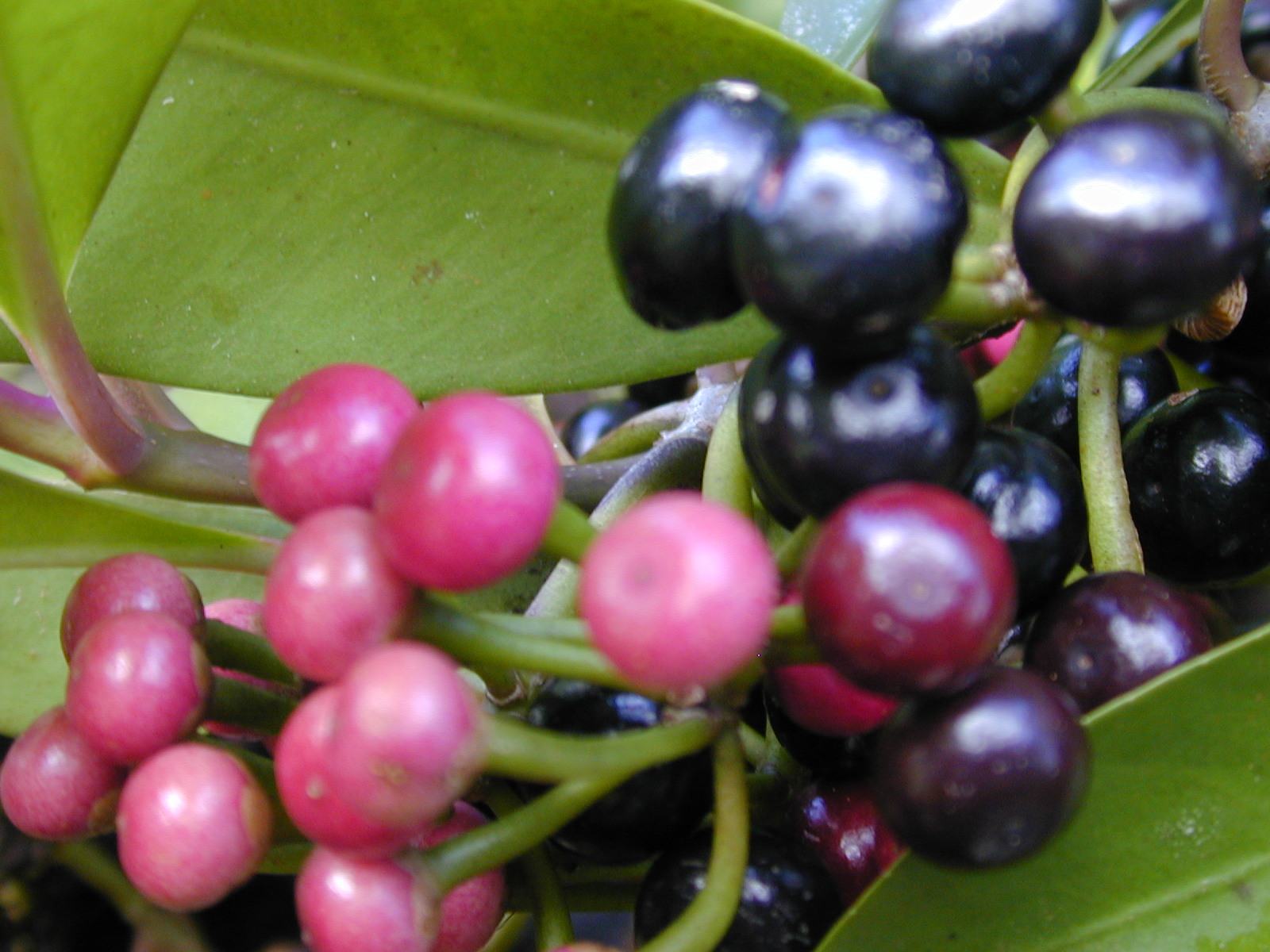
Zrající plody